# Comuna Florești, Prahova
Florești este o comună în județul Prahova, Muntenia, România, formată din satele Cap Roșu, Călinești, Cătina, Florești (reședința) și Novăcești.

## Așezare
Comuna Florești este situată în vestul județului, pe malurile Prahovei. Prin extremitatea nord-estică a comunei, trece șoseaua națională DN1, care leagă Ploieștiul de Brașov. Din aceasta se ramifică aici șoseaua județeană DJ720, care deservește comuna și duce spre vest către Filipeștii de Pădure și mai departe în județul Dâmbovița spre Moreni, Gura Ocniței și Răzvad (unde se intersectează cu DN72). Din DJ720, la Novăcești, se ramifică DJ145 care deservește comuna Măgureni, și tot la Novăcești cele două drumuri se intersectează cu DJ101P, drum ce duce spre nord la Poiana Câmpina și spre sud la Filipeștii de Târg. Comuna este străbătută și de calea ferată Ploiești-Brașov, pe care este deservită de stația Florești Prahova.

## Demografie
Componența etnică a comunei Florești
     Români (90,93%)
     Alte etnii (9,07%)
Componența confesională a comunei Florești
     Ortodocși (80,96%)
     Penticostali (7,85%)
     Alte religii (2,18%)
     Necunoscută (9,01%)
Conform recensământului efectuat în 2021, populația comunei Florești se ridică la 6.891 de locuitori, în scădere față de recensământul anterior din 2011, când fuseseră înregistrați 6.993 de locuitori. Majoritatea locuitorilor sunt români (90,93%). Din punct de vedere confesional, majoritatea locuitorilor sunt ortodocși (80,96%), cu o minoritate de penticostali (7,85%), iar pentru 9,01% nu se cunoaște apartenența confesională.

## Politică și administrație
Comuna Florești este administrată de un primar și un consiliu local compus din 15 consilieri. Primarul, Simona David[*], de la Partidul Național Liberal, este în funcție din octombrie 2020. Începând cu alegerile locale din 2024, consiliul local are următoarea componență pe partide politice:
|  | Partid                          | Consilieri | Componența Consiliului | Componența Consiliului | Componența Consiliului | Componența Consiliului | Componența Consiliului | Componența Consiliului | Componența Consiliului | Componența Consiliului | Componența Consiliului | Componența Consiliului | Componența Consiliului |
|  | ------------------------------- | ---------- | ---------------------- | ---------------------- | ---------------------- | ---------------------- | ---------------------- | ---------------------- | ---------------------- | ---------------------- | ---------------------- | ---------------------- | ---------------------- |
|  | Partidul Național Liberal       | 11         |                        |                        |                        |                        |                        |                        |                        |                        |                        |                        |                        |
|  | Partidul Social Democrat        | 3          |                        |                        |                        |                        |                        |                        |                        |                        |                        |                        |                        |
|  | Alianța pentru Unirea Românilor | 1          |                        |                        |                        |                        |                        |                        |                        |                        |                        |                        |                        |

## Istorie
La sfârșitul secolului al XIX-lea, comuna Florești făcea parte din plasa Filipești a județului Prahova, fiind formată doar din cătunele Florești și Capul-Roșu, totalizând 723 de locuitori. Comuna avea o școală înființată în 1879, frecventată de 34 de elevi (din care 7 fete), două mori de măcinat grâu și porumb pe râul Prahova și o biserică ortodoxă, zidită în anii 1826–1830 de vornicul Grigore Cantacuzino. Satele Cătina și Călinești făceau parte din comuna Călinești, împreună cu așezarea Siliștea Dealului. Comuna Călinești avea 605 locuitori, o biserică datând din timpul lui Matei Basarab și o capelă a Mariei Cantacuzino, două mori pe Prahova și o școală datând din 1970 în care învățau 52 de elevi (din care o singură fată).
În 1925, Anuarul Socec consemnează comunele în aceeași plasă; comuna Călinești, cu satele Cătina, Călinești, Novăcești și Siliștea, avea 1258 de locuitori, în vreme ce comuna Florești, cu satele Florești și Cap Roșu, avea 1051 de locuitori.
În 1950, cele două comune au fost incluse în raionul Ploiești al regiunii Prahova și apoi al regiunii Ploiești. În 1968, comuna Călinești s-a desființat, și comuna Florești a căpătat componența actuală, reintrând în componența județului Prahova.

## Monumente istorice

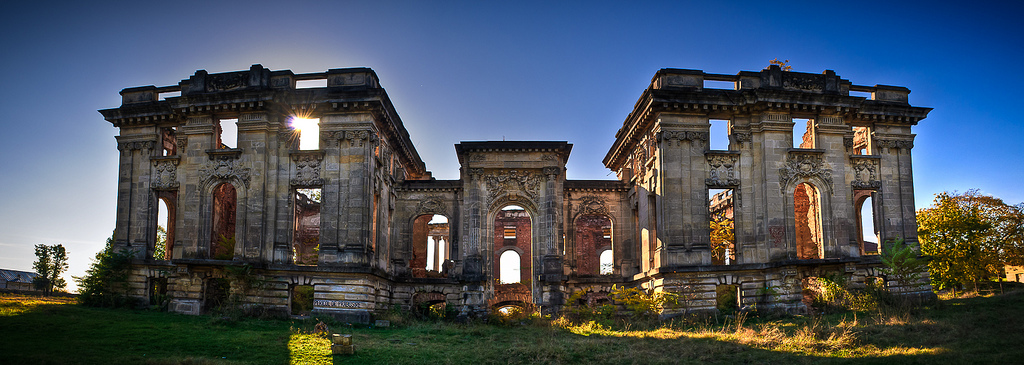
Curtea lui Gheorghe-Grigore Cantacuzino din Florești, monument istoric

În comuna Florești se află patru monumente istorice de arhitectură de interes național: biserica „Adormirea Maicii Domnului” (1646, refăcută în 1850 și în 1897–1898) din Călinești; curtea boierească Mavros-Cantacuzino (1840–1842, astăzi centru de recuperare și reabilitare neuro-psihiatrică) din Cătina, ansamblu alcătuit din conacul Mavros-Cantacuzino, capela romano-catolică, un turn de apă, un parc și monumentul funerar al Mariei Șuțu —grupul statuar „Fată pansând un rănit”, el însuși clasificat ca monument memorial sau funerar; curtea lui Gheorghe Grigore Cantacuzino-Nababul (1910–1916) din Florești, ansamblu cuprinzând ruinele palatului „Micul Trianon”, turnul de apă, parcul și zidul de incintă; și biserica „Sfânta Treime” și „Nașterea Domnului” (1887) din Florești, cu cripta familiei vornicului Grigore Cantacuzino.

## Personalități născute aici
- Ionel Ghica (1904 - 1932), aviator.